# Härnösands, Umeå och Skellefteå valkrets
Härnösands, Umeå och Skellefteå valkrets var i valen till andra kammaren från extravalet 1887 till valet 1893 en egen valkrets med ett mandat. Valkretsen, som utgjordes av städerna Härnösand, Umeå och Skellefteå men inte den omgivande landsbygden, avskaffades inför valet 1896 då Härnösand överfördes till Härnösands och Örnsköldsviks valkrets medan Umeå och Skellefteå gick till Umeå, Skellefteå och Piteå valkrets.

## Riksdagsmän
- Carl Johan Blomberg (höstsessionen 1887)
- Gustaf Ryding (1888–1891)
- Axel Wästfelt (20/2 1892–1893)
- Gustaf Ryding (1894–1896)